# Girolamo di Giovanni di Camerino
Girolamo di Giovanni di Camerino (Camerino, 1425 ca – 1503) è stato un pittore italiano, documentato nelle Marche dal 1449 al 1473.

## Biografia
Generalmente si suppone fosse il figlio di Giovanni Boccati. Si hanno comunque notizie frammentarie della sua biografia, il che rende difficile ricostruire la successione della sua attività. La prima opera che gli è oggi attribuita è una Madonna col Bambino tra i ss. Antonio da Padova e Antonio abate, eseguito dipinta nel 1449 a Camerino.
Secondo un documento nel 1450 G. è a Padova, dove risulta come "maestro" nella lista dei pittori della città.
Fu il pittore di una pala d'altare nella Chiesa di Santa Maria del Pozzo a Monte San Martino, vicino a Fermo, e rappresenta la Madonna col Bambino e quattro angeli, tra i Santi Tommaso e Cipriano (1473).
Nella Galleria Nazionale delle Marche a Urbino si conserva una tavola con una crocifissione proveniente dalla chiesa di Sant'Agostino a Monte San Martino.